# Fachhochschule Vorarlberg
Fachhochschule Vorarlberg i Dornbirn er en videregående uddannelse i delstaten Vorarlberg i Østrig. Der er cirka 1.370 studerende med kurser indenfor erhverv, teknologi, design og sociale anliggender, med afsluttener eksaminer på Bachelor- og Masterniveau. Derudover forskes der intensivt med det regionale erhvervsliv og andre lokale institutioner.
Fachhochschule Vorarlberg har fået tildelt Österreichischer Bauherrenpreis 2000. Man er godkendt indenfor ECTS-systemet, Diploma Supplement-systemet og har flere gange fået tildelt diversitetsmærket E-Quality, samt Lifelong Learning Award. Derudover er der gjort flere tiltag for at gøre professionshøjskolen egnet til unge familier.

## Studieretninger
Fachhochschule Vorarlberg tilbyder i øjeblikket følgende kurser:

### Bachelorgrad
Varighed: 6 semestre
- International virksomhedsadministration (mulighed for hhv. fuldtid og deltid)
- Elektroteknik
- Informatik – Software and Information Engineering
- Datalogi - Digital innovation
- Mekatronik - maskinteknik
- Mekatronik (mulighed for fuldtid og som deltidsuddannelse for erhvervsaktive)
- Civilingeniør (deltidsuddannelse for erhvervsaktive)
- InterMedia
- Det sociale område (mulighed for fuldtid og deltidsuddannelse for erhvervsaktive)
- Sundhed og sygepleje (fuldtid)

### Master
Varighed: 4 semestre
- Master i virksomhedsadministration (deltid for erhvervsaktive):
  - Business Process Management
  - Accounting, Controlling & Finance
  - International Marketing & Salg
  - Human Resources & Organization
- Master i international ledelse og ledelse (deltid for erhvervsaktive)
- Master i Mekatronik
- Master i bæredygtige energisystemer (deltid for erhvervsaktive)
- Master i datalogi
- Master i InterMedia (deltid for erhvervsaktive)
- Master i det sociale område (deltid for erhvervsaktive)
  - Interkulturelt socialt arbejde
  - Klinisk socialt arbejde

## Forskningsinstitutioner
- Forskningscenter mikroteknologi
- Forskningscenter for brugercentrerede teknologier
- Forskningscenter for proces- og produktteknik
- Forskningscenter for social- og erhvervsvidenskaber
- Energiforskningscenter
- Forskningscenter Digital Factory Vorarlberg

## Weblinks
- Wikimedia Commons har flere filer relateret til Fachhochschule Vorarlberg
- officielle hjemmeside for FH Vorarlberg
- FHV ALUMNI, sammenslutning af kandidater fra FH Vorarlberg Arkiveret 7. november 2015 hos  Wayback Machine

47°24′22″N 9°44′39″Ø / 47.406117°N 9.744181°Ø